# Grandes Heures du duc de Berry

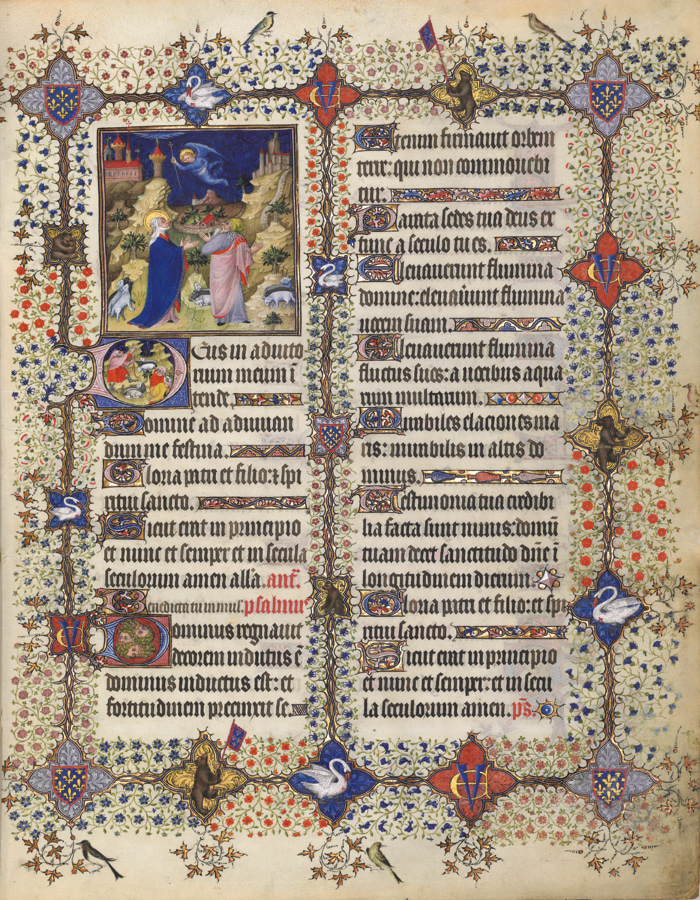
Pseudo-Jacquemart, De boodschap van de engel aan Joachim en Anne

Les Grandes Heures du Duc de Berry is een getijdenboek dat door Jean de France, hertog (duc) van Berry, besteld werd aan de miniaturisten die bij hem in dienst waren. Het handschrift wordt nu bewaard bij de Bibliothèque nationale de France onder signatuur Ms. Lat. 919.

## Beschrijving
Het handschrift meet 397 × 295 mm. Het is geschreven in het Latijn en bevat in zijn actuele toestand 126 folia. De tekst is geschreven in twee kolommen van 23 lijnen die 265 × 85 mm meten. De kalenderplaten zijn omkadert (300 × 213 mm) en hebben één bladzijde per maand. De tekst is ingedeeld in twee kolommen (180 × 85 mm). De kalender is van het Franse type (alle dagen zijn ingevuld). De bijzondere feesten zijn met goudinkt geschreven.
Het handschrift zou vroeger 45 volbladminiaturen hebben bevat die allemaal ontbreken. Het handschrift was zeer rijkelijk verlucht, in zijn actuele toestand bevat het handschrift onder meer: 28 grote miniaturen, 54 kleine miniaturen in gehistorieerde initialen, 89 versierde grotere initialen, 28 zeer uitgewerkte bladomlijstingen met de wapens en de symbolen van de hertog, 119 bladomlijstingen met wingerdranken en droleries, 81 grotere initialen versierd met de emblemen van de hertog, 44 grotere initialen versierd met de wapens van de hertog, honderden uitgewerkte kleine initialen en honderden lijnvullingen.
Origineel was het handschrift ingebonden in violet fluweel met twee gouden sluitingen die ingelegd waren met een robijn, een saffier en zes parels. In 1488 wordt het opnieuw ingebonden.

## Inhoud
Het Grote getijdenboek van Jean de Berry bevat de volgende delen:
- De kalender (f1r – f6v)
- De getijden van de maagd Maria (f8r – f42v)
- De boetepsalmen (f45r – f49v)
- Litanie van de heiligen (f49v – f52r)
- De kleine getijden van het Heilig Kruis (f53r – f55v)
- De kleine getijden van de Heilige Geest (f56r – f58r)
- Het officie van de passie (f61r – f85v)[3]
- Officie van de Heilige Geest (f86r – f101v)
- Het dodenofficie (f106r – f123v)

In tegenstelling tot de eerdere getijdenboeken zoals de Petites heures en de Très belles heures de Notre-Dame, die wat de tekst betreft echt uitzonderlijk zijn te noemen, bevatten de Grandes heures een vrij klassieke tekst voor een getijdenboek. Naast de kern van elk getijdenboek (kalender, Mariagetijden, boetepsalmen met litanie en dodenofficie) zijn alleen de korte en de lange kruisgetijden (hierboven kruisgetijden en officie van de passie) en de korte en lange H. Geestgetijden (hierboven getijden en officie) toegevoegd. Deze toevoegingen komen in zeer veel getijdenboeken voor. We vinden hier dus geen missen, geen bijzondere gebeden, geen getijden van de Doper noch van de Heilige Lodewijk of van de engelen. De evangelieteksten en de gebeden tot Maria O intemerata en Obsecro te komen niet voor, maar die werden pas vanaf ca. 1400 in de getijdenboeken opgenomen.

## Geschiedenis
Het handschrift werd volgens de ex-libris van Flamel, de secretaris van de hertog, afgewerkt in 1409. Op dezelfde folio vinden we een tweede inscriptie die zegt dat dit het getijdenboek was van de hertog van Berry, nu (in 1416) het eigendom van Lodewijk XII. Het werk aan het boek moet begonnen zijn omstreeks 1407, omdat kort daarvoor het Belleville-breviarium waarop de kalender van Les grandes heures gebaseerd is, in het bezit van de hertog kwam. Bij de dood van Jean de Berry kwam het boek in handen van Karel VIII, die het boek liet herbinden in 1488, en daarna van diens zoon Lodewijk XII. Bij het overlijden van Jean de Berry werd de waarde van het boek geschat op 4000 pond Tournois, een enorme som in die tijd. In 1518 was het getijdenboek nog intact met alle volbladminiaturen, het was toen in het bezit van François I zoals blijkt uit een inventaris. Ook in 1544 is het handschrift nog terug te vinden op een inventaris van de boeken uit de bibliotheek van de koning die moesten overgebracht worden van Blois naar Fontainebleau. Het handschrift blijft in het bezit van de Franse Koninklijke familie tot in de 17e eeuw en wordt dan opgenomen in de Bibliothèque Royale die daarna zal opgaan in de BnF, waar het bewaard wordt als ms. Latin 919.

## Verluchting
In de inventaris van de hertog van Berry van 1413 vinden we het boek beschreven als: “Item, unes très grans moult belles et riches heures, très notablement enluminées et historiées de grans histoires de la main de Jacquemart de Hodin et autres ouvriers de monseigneur… et au commencement du second feuillet des heures de Nostre Dame a escript “flamine”…”. In het huidige handschrift is op folio 9 recto inderdaad als eerste woord ‘flamine’ te vinden, de inventaris spreekt dus zonder enige twijfel over dit handschrift en het staat dus vast dat het handschrift werd verlucht door Jacquemart de Hesdin en dat hij waarschijnlijk de leiding had over de productie, hoewel er in het boek zelf geen miniaturen van Hesdin zijn terug te vinden.

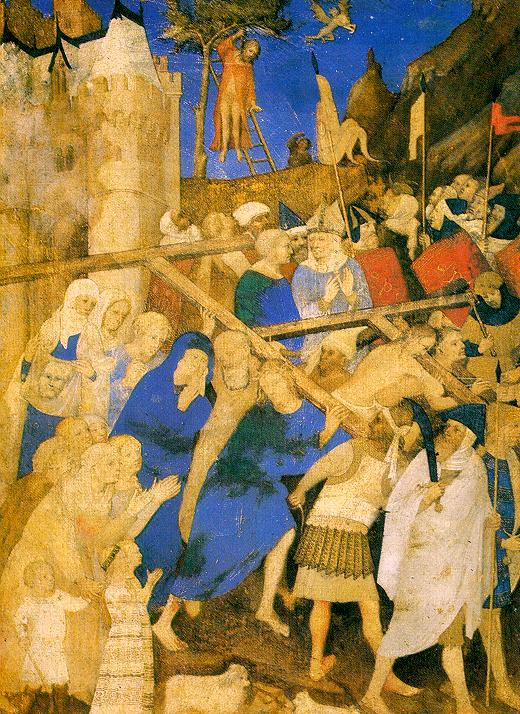
Kruisdraging, Jacquemart de Hesdin, voor 1409 (Louvre)

### Miniaturen
De volbladminiaturen, waarvan een gedeelte waarschijnlijk van de hand van Jacquemart waren, zijn uit het handschrift verdwenen en tot op heden niet terug gevonden.
Een van deze miniaturen heeft waarschijnlijk de ‘tand des tijds’ doorstaan en is nu terug te vinden in het Louvre als De kruisdraging. Het is een schildering op perkament overgezet op doek. Het doek meet 379 x 283 mm, het boek meet in zijn huidige toestand 397 × 295 mm. Vroeger werd dit werk toegeschreven aan de school van Avignon, maar in de huidige stand van zaken zijn de meeste kunsthistorici het er over eens dat dit een van de ontbrekende miniaturen uit de Très grandes Heures is. De betrokken miniatuur toont duidelijk aan dat Jacquemart bekend was met de kunst uit Siena, deze miniatuur is gebaseerd op een model van Simone Martini (ca.1284-1349) die trouwens in Frankrijk, meer precies in Avignon, werkzaam is geweest.
Noch uit de inventaris van 1413 noch uit het feit dat de enige volbladminiatuur die teruggevonden werd kan toegeschreven worden aan Jacquemart de Hesdin kunnen we besluiten dat alle ontbrekende volbladminiaturen van de hand van Jacquemart waren. Vermits het werk het karakter van een bloemlezing heeft door het aantal kunstenaars dat er aan werkte, is het best mogelijk dat de hertog zijn boek wou illustreren met grote miniaturen van de meest bekende kunstenaars van zijn tijd en dat de volbladminiaturen van verschillende handen zijn geweest.
De kleinere miniaturen die nu nog in het handschrift bewaard zijn worden toegeschreven aan de Pseudo-Jacquemart (en atelier), de Mazarine-meester (en atelier), de Bedford-meester (en atelier) en een andere, tot op heden onbekende groep van kunstenaars. Deze laatsten waren verantwoordelijk voor de marges, een groot gedeelte van de versierde initialen en de wapens en emblemen van de Hertog.
Het gros van de vandaag in het handschrift terug te vinden miniaturen wordt toegeschreven aan de Pseudo-Jacquemart, zo genoemd omdat zijn werk eerst aan Jacquemart de Hesdin werd toegeschreven en pas later werd erkend als verschillend van Jacquemart. De grotere miniaturen (8 lijnen hoog in de linkse tekstkolom), die gebruikt worden om het begin van een sectie of het begin van een gebedsstonde binnen een getijde aan te duiden, zijn allemaal van de Pseudo-Jacquemart op de miniaturen op folia 70, 74, 81, 84, 89, 93 en 100 na, die aan de Mazarine-meester worden toegeschreven. De miniatuur op folio 96r, die Jean de Berry toont die aankomt in de hemel bij Sint Pieter, wordt toegeschreven aan de Bedford-meester.
Bij de grotere miniaturen die we vandaag nog in het handschrift terugvinden zijn referenties te vinden naar andere boeken van Jean de Berry. Zo is de miniatuur op folio 34, die een engel voorstelt die eten brengt aan Maria, een kopie uit de Très belles heures de Notre Dame, geïllustreerd door de Meester van het parement van Narbonne. Ook voor de miniatuur op folio 41, De Bruiloft van Kana is dit het geval en de miniatuur op folio 81, een verrijzenisscène, is gekopieerd uit het Brevier van Karel V.

### Initialen
Er komen drie soorten initialen in het handschrift voor. De kleinste hebben de hoogte van de tekstlijn. Hun achtergrond is op goud gedecoreerd met roze, blauwe en witte drielobbige blaadjes en ze komen voor aan het begin van elke zin.
De tweede initiaal is twee lijnen hoog (23mm hoog en 25 à 30 mm breed) en is versierd met decoratieve motieven zoals hybriden, dieren, hoofden van apostelen en profeten, narren, biddende figuren en nog vele andere. In dit type initialen komen we ook frequent de symbolen van de hertog tegen, de gewonde zwaan en de beer, of zijn wapenschild of de lettercombinatie E-V. Deze initialen worden gebruikt om in een gebedsstonde een nieuwe sectie (psalm, antifoon, hymne, vers of responsorium) aan te kondigen.
Het derde type is drie lijnen hoog (34 mm hoog en 35 à 43 mm breed). Deze initialen zijn echt gehistorieerd (vertellen een verhaal) en zijn in wezen kleine miniaturen. Ze zijn meestal geschilderd door dezelfde kunstenaar die verantwoordelijk was voor de grotere miniaturen (8 lijnen hoog) en dienen hetzelfde doel, namelijk het aankondigen van een nieuwe gebedsstonde in een getijde.
De lege ruimte op een lijn wordt altijd opgevuld met een fries met gouden achtergrond en versierd met de meest uiteenlopende zich herhalende motieven.

### Marges
Er worden in de Grandes heures twee soorten marges gebruikt. De eerste, de eenvoudige vorm, wordt gebruikt voor de tekstbladzijden. De marge is versierd met ranken die uit de initialen groeien en die drielobbige gouden of gekleurde blaadjes dragen. In de marges vinden we talloze grotesken, aapjes, engelen, menselijke figuren, vogels en andere dieren. Een aantal hiervan gaat terug op de figuren die te vinden zijn in het getijdenboek van Jeanne d'Évreux verlucht door Jean Pucelle. Er zijn ook een aantal grotesken aan te wijzen die duidelijk gekopieerd zijn uit het Belleville-breviarium eveneens verlucht door Jean Pucelle. Jean de Berry had het handschrift omstreeks 1399 als geschenk gekregen van Hendrik IV van Engeland en ook de uren van Jeanne d’Évreux ware in die periode in zijn bezit. De grotesken in de marge zijn in wezen een anachronisme, op het einde van de 14e eeuw werden dergelijke versieringen nauwelijks nog gebruikt, in de vroegere getijdenboeken van de hertog komen ze ook niet (Très belles heures de notre Dame en Belles Heures) of nauwelijks (Petites Heures) voor. Dit en de gebruikte kopieën van oudere handschriften ondersteunt het idee van een bloemlezing van de miniatuurkunst verzameld in één boek.
Een tweede type marge wordt gebruikt op de pagina’s die het begin van een getijde of het begin van een gebedsstonde(metten, lauden, priem etc.) inluiden, met andere woorden die pagina’s waarop ook de grotere miniaturen en de gehistorieerde initialen zijn terug te vinden.
Deze boorden bestaan uit een aantal medaillons die de wapens en de symbolen van Jean de Berry dragen. We zien alternerend het wapenschild, de gewonde zwaan, de beer en de lettercombinatie E-V, onderling verbonden door een gevlochten gouddraad op gouden achtergrond. De ganse marge is verder uitbundig versierd met bloemenranken en hier en daar de eerder beschreven gouden blaadjes. Op die pagina’s die het begin van een nieuw onderdeel(getijde) in het boek inleiden zijn op de hoeken van het frame vier engelen afgebeeld en ook de schilden in de scheiding van de kolommen worden (soms) door een engel gedragen. Op sommige van deze prachtige bladzijden zijn vogels en vlinders in de marge terug te vinden.

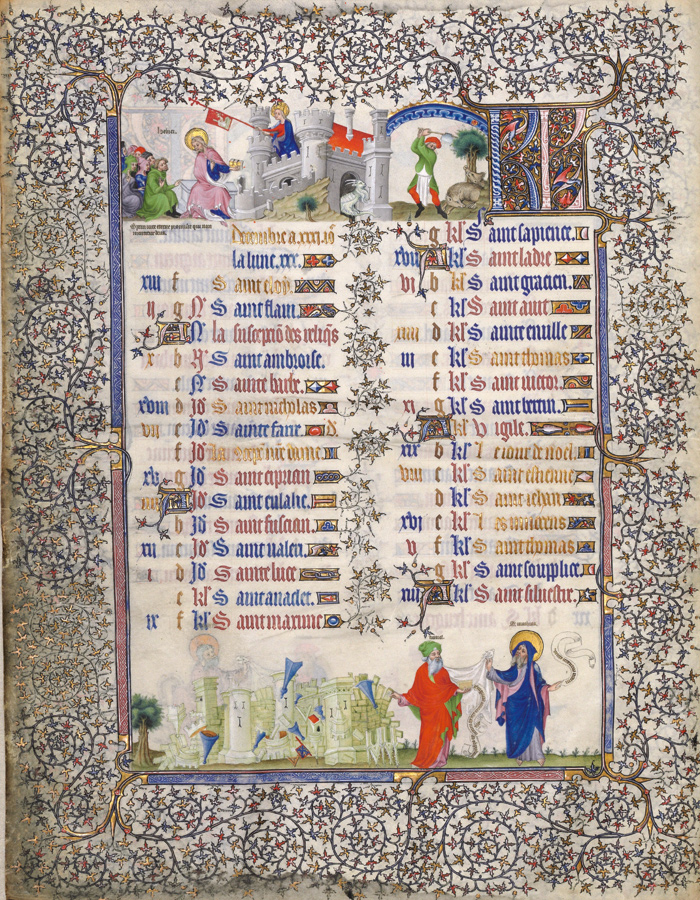
Kalenderblad december

### Kalender
De illustratie van de kalender is het werk van de Pseudo-Jacquemart. De illustratie is opgebouwd volgens de iconografie die voor het eerst werd ontworpen door Jean Pucelle en die ook al gebruikt was in de Petites Heures. Onderaan de pagina zien we voor elke maand een apostel (de vertegenwoordiger van het Nieuwe Testament) en een profeet (die staat voor het Oude Testament) zij aan zij. De profeet overhandigt aan de apostel een bedekte profetie die door de apostel verklaard wordt als een artikel van het geloof. Tegelijkertijd geeft de profeet een steen uit de synagoge aan de apostel. Op die manier wordt de synagoge van maand op maand verder afgebroken en is ze in december tot een ruïne herleid. Boven het tekstblok is de ruimte ingedeeld in vier vakken. Links zien we beelden uit het leven van Paulus, in het midden zien we en poortgebouw met Maria die een vaandel vasthoudt. De afbeelding op het vaandel verschilt van maand tot maand. Rechts daarvan zien we een afbeelding van de bomen en planten in de betrokken maand. Het dierenriemteken voor de betrokken maand wordt afgebeeld in de natuurscène of in het poortgebouw. In het uiterst rechtse vak vinden we de letters K en L (van lat. Kalendae, de eerste dag van de maand).